# کاباره (فیلم ۱۹۲۷)
«کاباره» (انگلیسی: Cabaret (1927 film)) یک فیلم صامت به سبک درام جنایی است که در سال ۱۹۲۷ منتشر شد. از بازیگران آن می‌توان به گیلدا گری اشاره کرد.